# 小黄山铁路
小黄山铁路支线，位于乌鲁木齐市北部与昌吉州境内。从北疆铁路乌北站出岔后，向北偏东延伸，跨越米泉、阜康两县至小黄山站。正线长73km。

## 线路
线路最小曲线半径800米，最大坡度12.5‰。
该线设地窝堡站、米泉站、十二户站、阜康站、小黄山站等5个车站和四工、沙河沿、甘泉堡、大陆、南湾村、天池、八运村7个旅客乘降所。
有站线8.533公里，道岔42组，道口27处，桥梁28座743延长米，涵渠121座1700横延米。
尽头的小黄山站有到发线3条、有效长350米，车辆停留线1条，货物站台线1条，煤仓线1条有效长450米。在第四股道西头铺设货物线1条，建货物站台2座，每批可装车12辆。在第三股道东头建了机车掉头用的临时三角线。

## 历史
新疆维吾尔自治区为开发小黄山、甘河子、五工、阜康等地的煤炭资源，于1960年修建了从乌西站到阜康县小黄山的轻便准轨铁道，全长80.7公里。该线采用兰新铁路建设时的哈密—乌鲁木齐北线方案中的线路设计。
1980年4月1日，自治区将该线路移交给乌鲁木齐铁路局管理，从此成为国营铁路支线。
2007年，从尽头的小黄山站为起点开始建设乌将铁路，终点为五彩湾站，全长95.55km。小黄山铁路支线改并入乌将铁路，称为乌北至小黄山段，并于2008年开始技术改造。 